# فرانك أشمور
فرانك أشمور (بالإنجليزية: Frank Ashmore)‏ مواليد 17 يونيو 1945 في إل باسو، هو ممثل أمريكي بدأ مسيرته الفنية سنة 1960.

## أعماله
- الطائرة!
- أيام حياتنا
- مافيا 2
- مافيا 3
- ذا جيلد
- ديد سبيس 3

## روابط خارجية
- فرانك أشمور على موقع IMDb (الإنجليزية)
- فرانك أشمور على موقع ألو سيني (الفرنسية)
- فرانك أشمور على موقع أول موفي (الإنجليزية)
- فرانك أشمور على موقع قاعدة بيانات الأفلام السويدية (السويدية)
- فرانك أشمور على موقع قاعدة بيانات الفيلم (الإنجليزية)
- فرانك أشمور على موقع كينوبويسك (الروسية)